# Victor Wembanyama
Victor Wembanyama (* 4. ledna 2004 Le Chesnay, Francie) je francouzský profesionální basketbalista hrající na pozici pivota v týmu San Antonio Spurs v Národní basketbalové asociaci (NBA). Je vysoký 224 cm a váží 95 kg (údaje k roku 2024).
Po otci má konžský původ. Oba jeho rodiče se věnovali vrcholovému sportu. Začínal s fotbalem a judem, od deseti let hrál basketbal za Nanterre 92 a v patnácti letech debutoval ve francouzské nejvyšší soutěži. V roce 2021 získal s francouzským týmem stříbrnou medaili na mistrovství světa v basketbalu hráčů do 19 let, kde se stal nejlepším blokařem a byl vybrán do ideální sestavy turnaje. S týmem ASVEL Basket získal francouzský titul, pak přestoupil do Metropolitans 92, kde se stal nejlepším ligovým střelcem a nejužitečnějším hráčem soutěže. V roce 2022 byl draftován z první pozice týmem San Antonio Spurs. První zápas v NBA odehrál 25. října 2023.
Wembanyama má ideální basketbalové parametry, spojuje mimořádně vysokou postavu s pohyblivostí a míčovou technikou, prosazuje se v útoku i obraně. Podle experta Jonathana Givonyho je největším talentem v NBA za posledních dvacet let.